# BTL (firma)
BTL (dříve Beauty Line, též zahrnující značky BTL Industries, BTL zdravotnická technika, a.s. a BTL Healthcare Technologies) je česká výrobní firma zabývající se produkcí zdravotnických a kosmetických pomůcek založená v roce 1993. Jejím zakladatelem a majitelem je bývalý poslanec Jan Vild. V roce 2024 firma patřila k největším světovým výrobcům zdravotnické techniky, hlavně pro fyzioterapii, kardiologii a estetickou medicínu, a je zastoupená v řadě zemí. Vývojová centra má v Česku a Indii. Do firmy BTL odešel po skončení politické dráhy pracovat bývalý premiér Bohuslav Sobotka.